# Mormyrus caballus
Mormyrus caballus är en fiskart som beskrevs av Boulenger, 1898. Mormyrus caballus ingår i släktet Mormyrus och familjen Mormyridae.

## Underarter
Arten delas in i följande underarter:
- M. c. asinus
- M. c. bumbanus
- M. c. lualabae
- M. c. caballus